# Christophe Lemaire (styliste)
Pour les articles homonymes, voir Christophe Lemaire et Lemaire.
Christophe Lemaire, né le 12 avril 1965 à Besançon, est un styliste de prêt-à-porter pour femme et homme. Après diverses expériences chez de grands noms français de la mode, il fonde la marque portant son nom dans les années 1990 ; celle-ci durera une dizaine d'années. La décennie suivante, après son passage de plusieurs années chez Lacoste, il prend la direction artistique « femme » chez Hermès au début des années 2010 et reste environ quatre ans à ce poste avant de se consacrer exclusivement à sa nouvelle marque, Lemaire.

## Biographie
Christophe Lemaire nait en 1965 à Besançon,,. Il est en internat au collège et lycée à Pontoise puis obtient un bac littéraire, passe par hypokhâgne avant d'entrer en faculté de droit. C'est un peu par hasard qu'il intègre le milieu de la mode,.
Au milieu des années 1980, Christophe Lemaire monte un premier défilé avec Isabel Marant, fait le DJ aux Bains Douches, passe chez Mugler, Saint Laurent, ainsi que Klein. Passionné de musique, il aurait d'ailleurs pu devenir DJ à plein temps. Après lui avoir écrit, il devient l'assistant Christian Lacroix d'abord chez Patou puis dans la maison du couturier où il s'occupe du prêt-à-porter ; il y apprend plus particulièrement l'usage des couleurs et l'histoire de la mode,,,, sujet de prédilection de Lacroix. 
Il collabore avec Ramosport et Dorothée Bis. Il est lauréat de l'Andam, en 1990 puis quatre ans après. Peu intéressé par la haute couture,, il lance la marque de prêt-à-porter féminin Christophe Lemaire au début de cette décennie et rencontre tout de suite le succès au Japon,. Il présente sa première collection homme par la suite embauchant un distributeur local.
Christophe Lemaire est sélectionné parmi plusieurs stylistes, et finalement nommé à la direction artistique de la marque de sportswear Lacoste en 2000 où il restera durant une dizaine d'années, même si les débuts sont difficiles précise-t-il. Durant cette période, il met sa propre marque « en suspens » dit-il — en fait un dépôt de bilan — : « j'étais très mal entouré et je ne supportais plus le rythme » précise t-il. Il se consacre à l'évolution et au renouvellement d'image de Lacoste,,, apportant une direction artistique globale au delà du seul stylisme. Pour la première fois, la marque au crocodile défile pour présenter ses collections. Entretemps, il ouvre une boutique avec sa compagne Sarah-Linh Tran pour sa nouvelle marque Lemaire, dans Le Marais ainsi qu'au Japon,.
Ses créations colorées sont alors définies comme des « vêtements sport-chic intemporels »,, suivant une tendance minimaliste.

### Hermès
Au second semestre 2010 après un dernier défilé, Jean Paul Gaultier quitte la direction artistique d'Hermès. Christophe Lemaire, qui conserve en parallèle sa propre marque, le remplace dès l'année suivante, prenant en charge les collections féminines aux côtés de Véronique Nichanian qui s'occupe des créations pour l'homme. Si ce choix est qualifié de « surprise de taille », la première collection est bien accueillie.
Il introduit chez le sellier une mode plus sobre que les corsets et bottes de cuir de son prédécesseur et est remarqué par les médias.
Son départ d'Hermès après un dernier défilé en octobre 2014 est annoncé quelques mois avant ; il est remplacé par Nadège Vanhee-Cybulski. S'il considère son travail chez Hermès comme une « expérience profondément enrichissante », il est salué également par Axel Dumas entre autres pour ses « résultats commerciaux très satisfaisants » face à la suprématie du Carré et de la maroquinerie.
Homme discret, peu connu du public,, ne créant pas une mode « spectaculaire » mais plutôt un « luxe non ostentatoire », Christophe Lemaire est un styliste inspiré par les années 1920, l'Asie,,, mais également la rue,.

### Uniqlo
En 2016, Christophe Lemaire devient styliste à Paris pour la marque de prêt-à-porter Uniqlo U, une ligne, homme et femme, plus couteuse que la collection de base de la marque japonaise. Il gère alors jusqu'à quatorze collections par an entre sa marque et celles d'Uniqlo.